# Nil Failenschmid
Nil Failenschmid Clavera (* 25. Oktober 2005) ist ein deutscher Basketballspieler.

## Werdegang
Failenschmid aus der Jugend des VfL Kirchheim wurde 2022 mit der Spielgemeinschaft Stuttgart/Esslingen/Kirchheim Zweiter im U18-DBB-Pokal. Mitte Oktober 2022 gab er seinen Einstand in der Zweitligamannschaft der VfL Kirchheim Knights.